# Canó obús

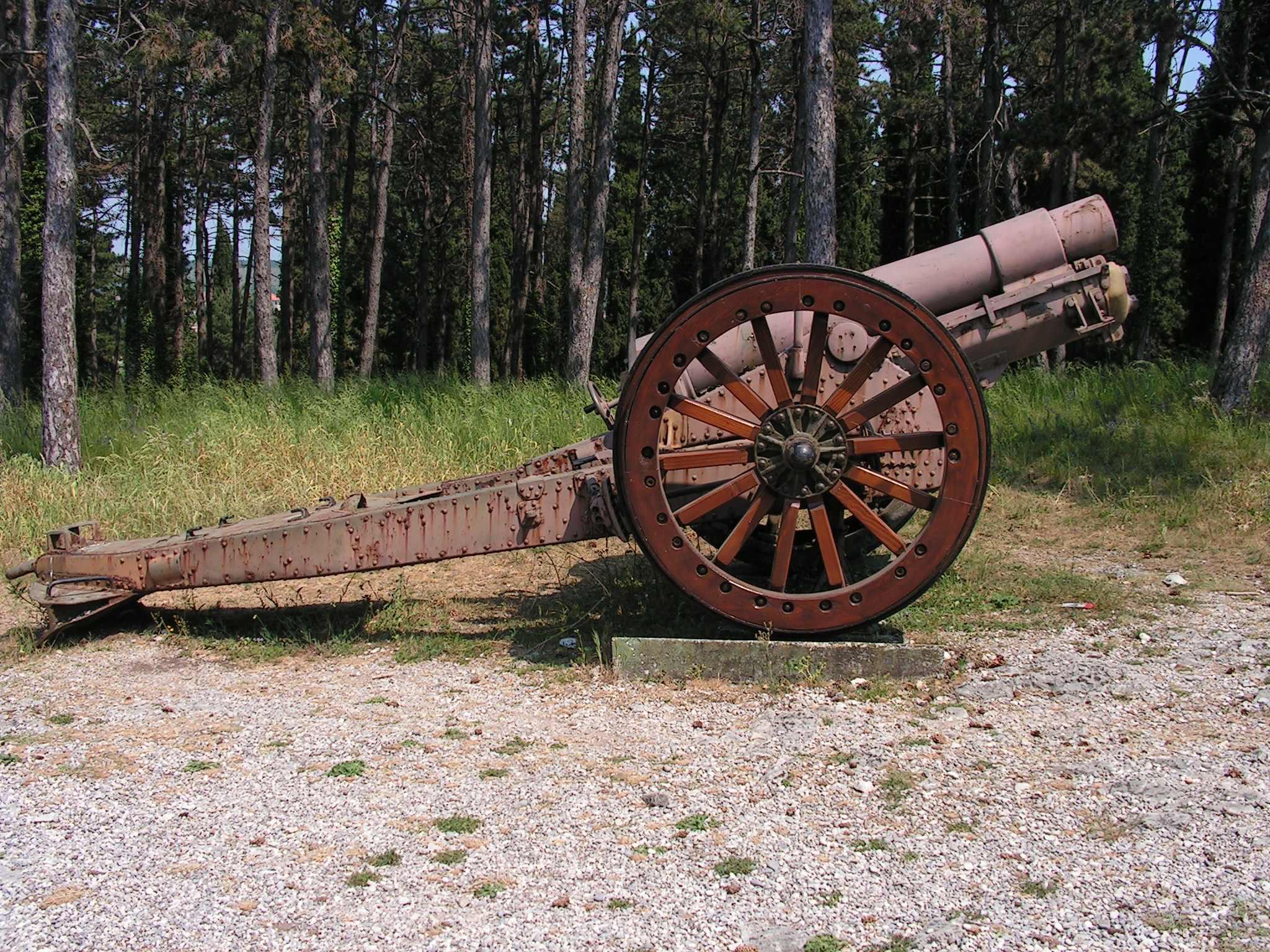
Obús usat per l'exèrcit d'Itàlia durant la Primera Guerra Mundial.

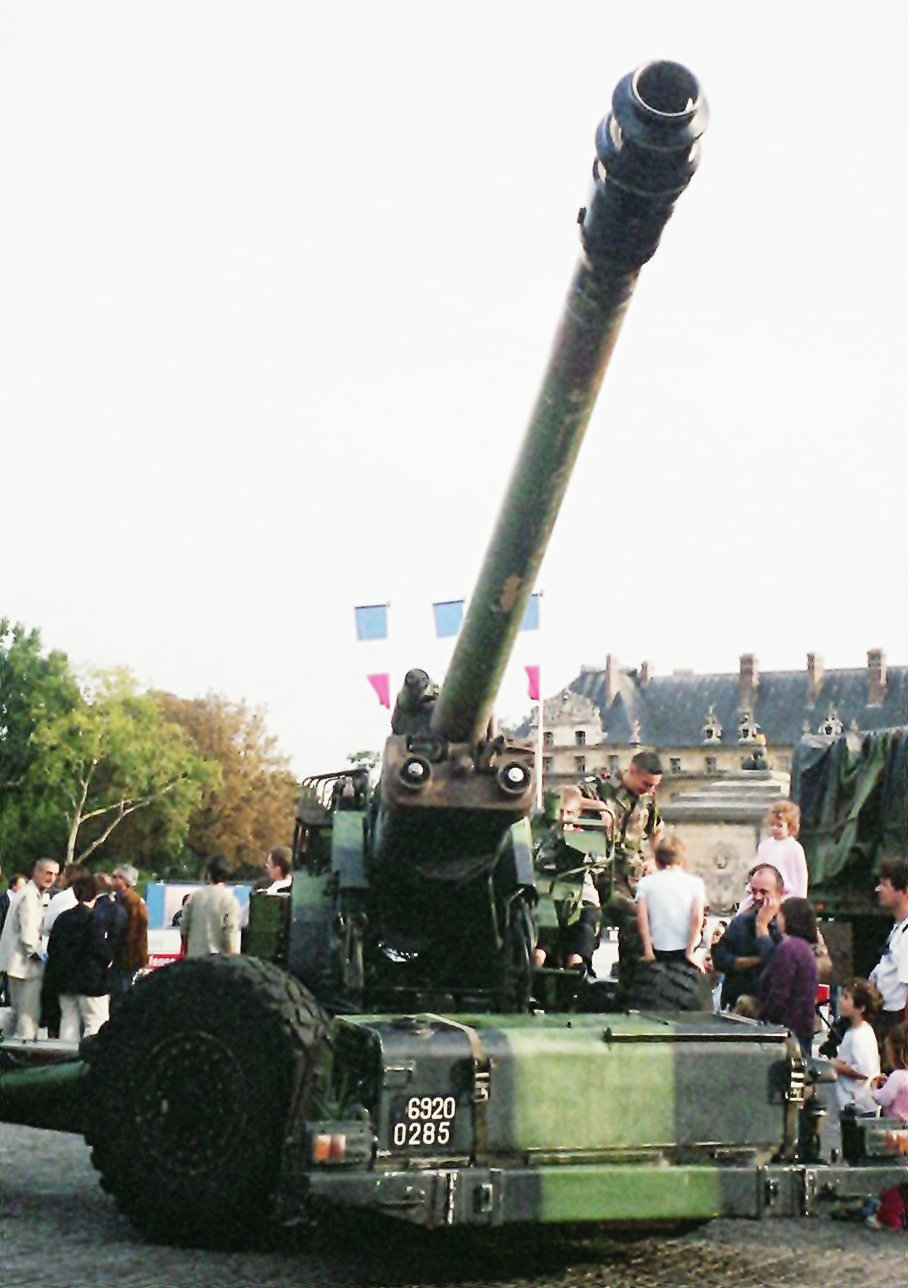
Obús francès TRF1 de 155 mm.

Un canó obús és un tipus d'arma d'artilleria que es caracteritza per un canó relativament curt (de 10 a 20 calibres) i per usar càrregues propel·lents comparativament petites per propulsar projectils, amb trajectòries relativament altes i un pronunciat angle de caiguda, permetent atacar mitjançant un tir corb o indirecte blancs que es troben darrere d'obstacles naturals o artificials del terreny, gràcies al fet que la peça pot elevar-se en angles superiors als 45°.
En les taxonomies de les peces d'artilleria usades pels exèrcits europeus dels segles xvii, xix i xx, l'obús es va situar entre el canó (el qual té una canella més llarga, més càrregues de propulsió, projectils més lleugers, velocitats més altes i trajectòries més planes) i el morter (el qual té l'habilitat de disparar projectils amb trajectòries més pronunciades en l'ascens i la caiguda).
Els obusos, igual que altres peces d'artilleria, estan organitzats usualment en grups anomenats bateries.

## Accepcions
A més a més, es coneix genèricament com a obús a la munició de l'artilleria moderna, amb forma cilindro-cònica. Aquesta denominació permet diferenciar-la de les bales esfèriques tradicionals.

## Descripció
En les taxonomies de les peces d'artilleria usades pels exèrcits europeus (ia l'estil europeu) als segles segle xviii, segle xix i segle xx, l'obús es va situar entre el «canó» (el qual té un canó més llarg, majors càrregues de propulsió, projectils més lleugers, velocitats més altes i trajectòries més planes) i el «morter» (el qual té l'habilitat de disparar projectils amb angles més pronunciats d'ascens i caiguda). Els obusos, igual que altres peces d'artilleria, estan organitzats usualment en grups anomenats bateries.
L'obús va aparèixer a la primera meitat del segle xix, però va ser en la Primera Guerra Mundial en què va assolir gran importància com a principal peça artillera pesada, en permetre atacar «des de dalt» les fortificacions semienterrades que eren gairebé invulnerables als trets de canons de campanya tradicionals.
La velocitat dels projectils disparats per un obús era abans inferior a l'aconseguida per un canó del mateix calibre en tir directe, però gràcies als avenços actuals en matèria de pólvora modernes, s'aconsegueix una major velocitat inicial del projectil , afegint càrregues de propulsió addicionals, aconseguint amb això assolir majors distàncies per batre un objectiu. Actualment, la majoria de les peces artilleres modernes són mixtes, canó obús, permetent actuar tant en tir directe com indirecte.
En la Segona Guerra Mundial l'obús remolcat M2A1 de 105 mm va ser probablement l'arma més eficaç de l'exèrcit nord-americà en la contesa.
D'altra banda, aquest és el nom amb què es coneix genèricament a la munició artillera de forma cilindre-cònica per diferenciar-la de les bales esfèriques tradicionals. Possiblement, el terme, que originalment es referia a la peça d'artilleria, es va adoptar en emprar-se originalment aquesta munició en obusos per primera vegada a Espanya durant les guerres carlines.
La paraula obús prové del txec houfnice, que designa una peça d'artilleria que s'usava ja al segle xv per fer trets de poca precisió sobre un grup, o banda (houf), de persones; del txec va passar a l'espanyol per mitjà de l'alemany i del francès.

## Possibles usos
Atès que els obusos disparen amb càrregues separades (granada i càrrega propulsora, per exemple, de la 1a a la 6a càrrega), es pot aconseguir l'abast necessari aixecant el canó i seleccionant la càrrega propulsora en conseqüència. Quan es combaten objectius durs com a búnquers amb punteria directa, se selecciona la càrrega propulsora més gran. Perquè com més forta és la càrrega propulsora, més llarga és la trajectòria del projectil i més gran és la velocitat de sortida (v(o)) i s'aconsegueix l'efecte balístic objectiu o el poder de penetració.
Com a part del desenvolupament posterior dels canons, també es van desenvolupar canons de campanya que poden disparar al grup d'angle inferior i superior (per exemple, el canó M107).
El foc indirecte requereix un observador avançat o observador d'artilleria per observar l'àrea objectiu i dirigir el foc d'artilleria.

## Història

### Principis del període modern
La primera artilleria identificada com a obús es va desenvolupar a la fi del segle xvi com una arma de mitja trajectòria entre la trajectòria plana (foc directe) dels canons i l'alta trajectòria (foc indirecte) dels morters. Originalment destinats a ser utilitzats en la guerra de setge, eren especialment útils per llançar projectils de ferro fos plens de pólvora o materials incendiaris a l'interior de les fortificacions. A diferència dels morters contemporanis, que es disparaven en un angle fix i depenien totalment dels ajustaments de la mida de les càrregues de propulsió per variar l'abast, els obusos podien disparar-se en una àmplia varietat d'angles. Així, encara que l'artilleria d'obusos era més complicada que la tècnica d'ocupació de morters, l'obús era una arma intrínsecament més flexible que podia disparar els projectils al llarg d'una àmplia gamma de trajectòries.
A mitjan segle xviii, diversos exèrcits europeus van començar a introduir obusos prou mòbils per a acompanyar els exèrcits al camp. Encara que normalment es disparaven amb els angles de tir relativament alts que utilitzaven els obusos de setge contemporanis, aquests obusos de campanya poques vegades es definien per aquesta capacitat. Més aviat, com que els canons de campanya de l'època solien limitar-se a projectils inerts (que depenien totalment de l'impuls per als seus efectes destructius), els obusos de campanya del segle xviii es valoraven principalment per la seva capacitat de disparar projectils explosius. Molts, en nom de la simplicitat i la rapidesa de tret, prescindien de càrregues propulsores regulables.
El canó Abus va ser una forma primerenca d'obús en l'Imperi Otomà. En 1758, el Imperi Rus va introduir un tipus específic d'obús (o més aviat canó-obús), amb càmera cònica, anomenat licorne, que va romandre en servei durant els següents 100 anys. A mitjan segle xix, alguns exèrcits van intentar simplificar els seus parcs d'artilleria introduint peces d'artilleria d'ànima llisa dissenyades per disparar tant projectils explosius com bales de canó, substituint així tant als obusos com als canons de campanya. El més famós d'aquests "canons-howitzers" va ser el Napoleó de 12 lliures, una arma de disseny francès que es va utilitzar àmpliament en la Guerra Civil Americana.

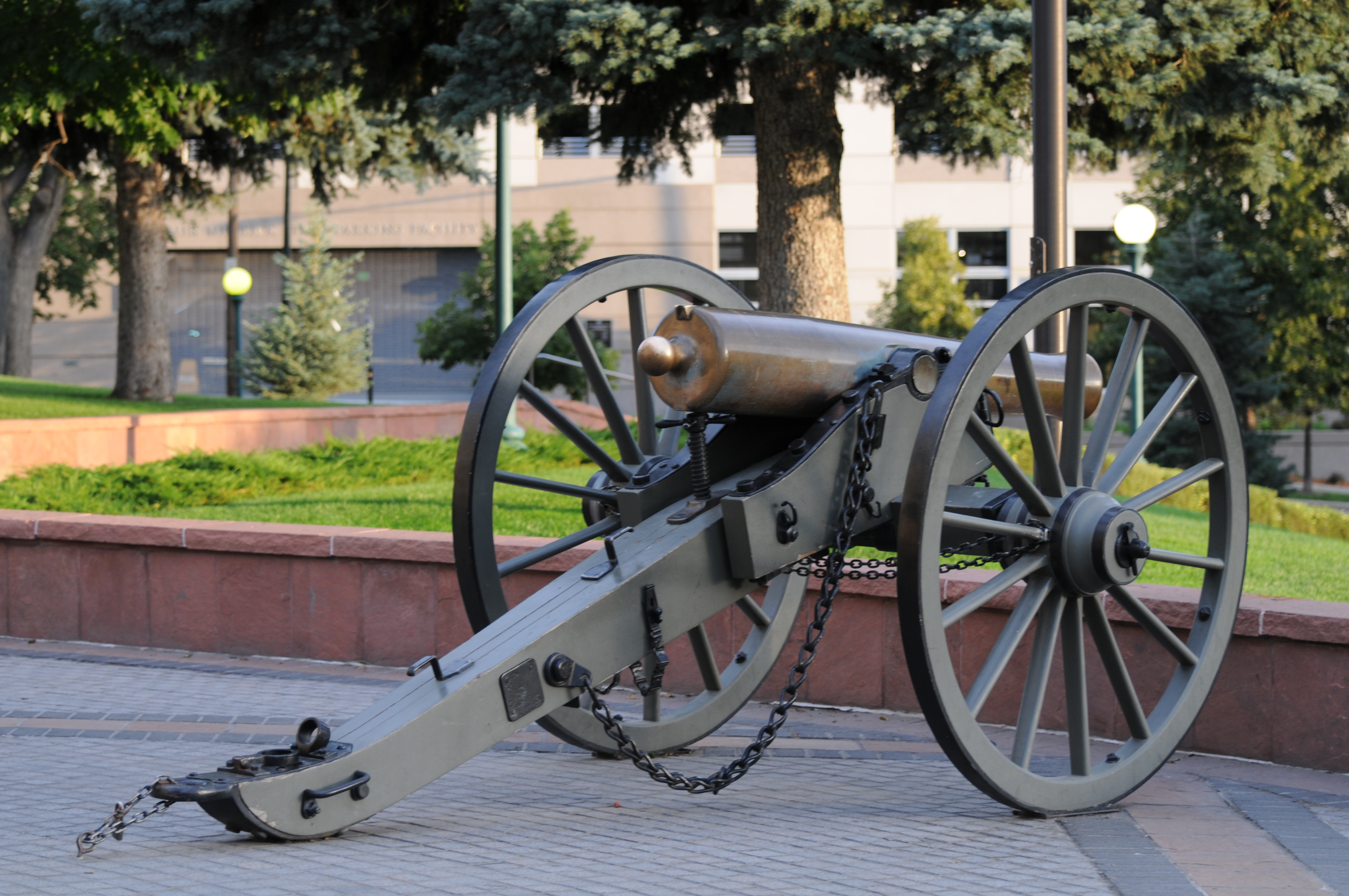
Napoleó de 12 lliures al Colorado State Capitol.

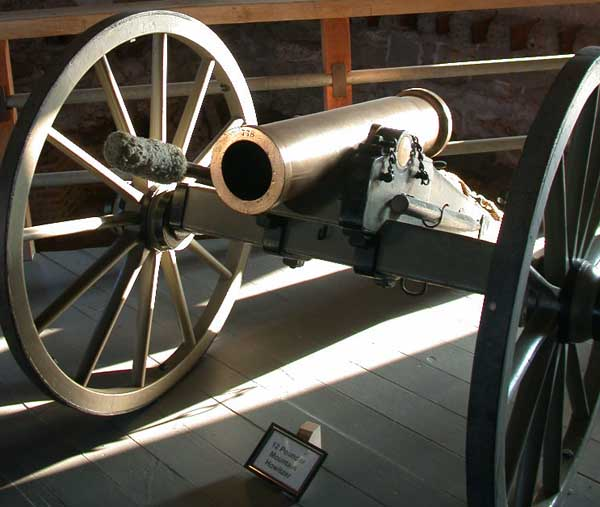
Hobitador de muntanya de 12 lliures (5 kg) del exposat pel National Park Service a Fort Laramie a Wyoming, Estats Units

En 1859, els exèrcits d'Europa (inclosos els que havien adoptat recentment els obusos) van començar a rearmar les bateries de campanya amb canons de campanya d'ànima estriada. Aquestes peces de campanya feien servir projectils cilíndrics que, encara que de menor calibre que els projectils esfèrics dels obusos de campanya d'ànima llisa, podien transportar una càrrega de pólvora comparable. A més, el seu abast més gran els permetia crear molts dels mateixos efectes (com disparar per sobre de murs baixos) que abans requerien les trajectòries fortament corbades dels obusos de campanya d'ànima llisa. Per això, les autoritats militars no van veure la necessitat d'obtenir obusos de campanya ratllats per substituir els seus homòlegs d'ànima llisa, sinó que van utilitzar canons de campanya ratllats per substituir tant els canons com els obusos.
A la guerra de setge, la introducció dels fusells va tenir l'efecte contrari. A la dècada de 1860, els oficials d'artilleria van descobrir que els obusos de setge estriats (molt més grans que els obusos de campanya) eren un mitjà més eficaç per destruir murs (especialment els protegits per certs tipus d'obstacles) que els canons de setge d'ànima llisa o els morters de setge. Així, al mateix temps que els exèrcits retiraven obusos d'un tipus de bateries de campanya, introduïen obusos d'un altre tipus als trens de setge i fortaleses. Les armes més lleugeres (posteriorment anomenades obús de setge lleuger) tenien un calibre d'uns 150 mm i disparaven projectils que pesaven entre 40 i 50 kg. Els més pesats (posteriorment anomenats "obusos de setge mitjans") tenien calibres d'entre 200 i 220 mm i disparaven projectils que pesaven uns 100 quilograms.

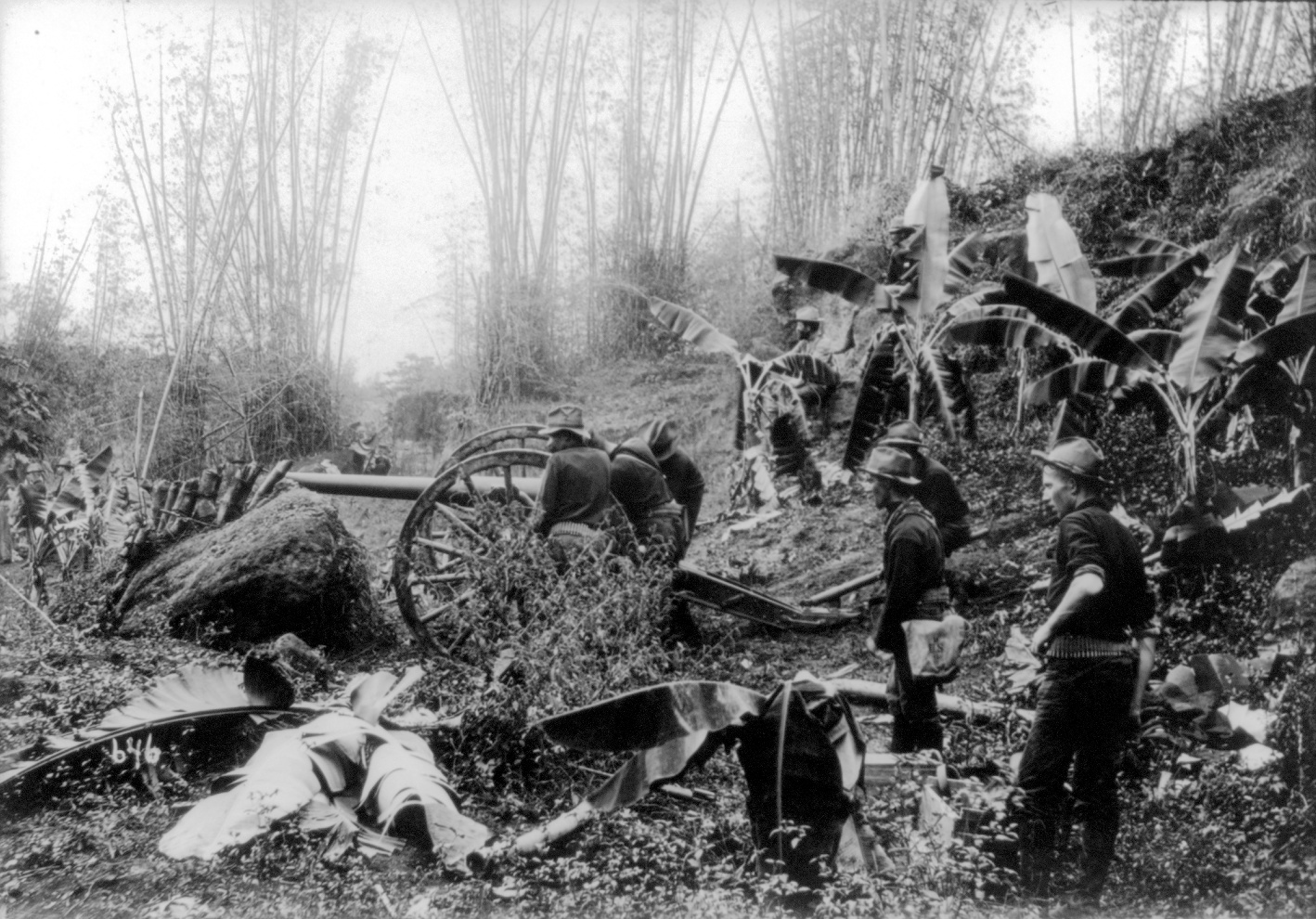
Un obús dels Estats Units durant la Batalla de Manila, 1899

Durant la dècada de 1880, un tercer tipus d'obús de setge es va incorporar als inventaris de diversos exèrcits europeus. Amb calibres que oscil·laven entre els 240 mm i els 270 mm i projectils que pesaven més de 150 quilograms, aviat se'ls va conèixer com a "obusos de setge pesats". Un bon exemple d'una arma d'aquesta classe és el 9,45 polzades (240 mm) que l'Exèrcit Britànic va comprar d'Škoda Works en 1899.

### seglexx
Però no va ser fins durant la Primera Guerra Mundial quan va aconseguir gran importància com a principal peça d'artilleria pesant, en permetre atacar «des de dalt» les fortificacions semienterrades que eren gairebé invulnerables per als canons de campanya tradicionals.
La velocitat dels projectils disparats per un obús era, en el passat inferior a l'aconseguida per un canó del mateix calibre en tir directe. Però en l'actualitat, gràcies als avenços en matèria de pólvores modernes, agregant càrregues de propulsió addicionals, s'aconsegueix una velocitat inicial del projectil major i més abast.
Actualment, la majoria de les peces artilleres modernes són canons obús, permetent actuar tant en tir directe com indirecte. A la Segona Guerra Mundial l'obús remolcat de 105 mm M2A1 va ser probablement l'arma d'artilleria més eficaç de l'Exèrcit dels Estats Units d'Amèrica.

## Obús M102 de 105 mm

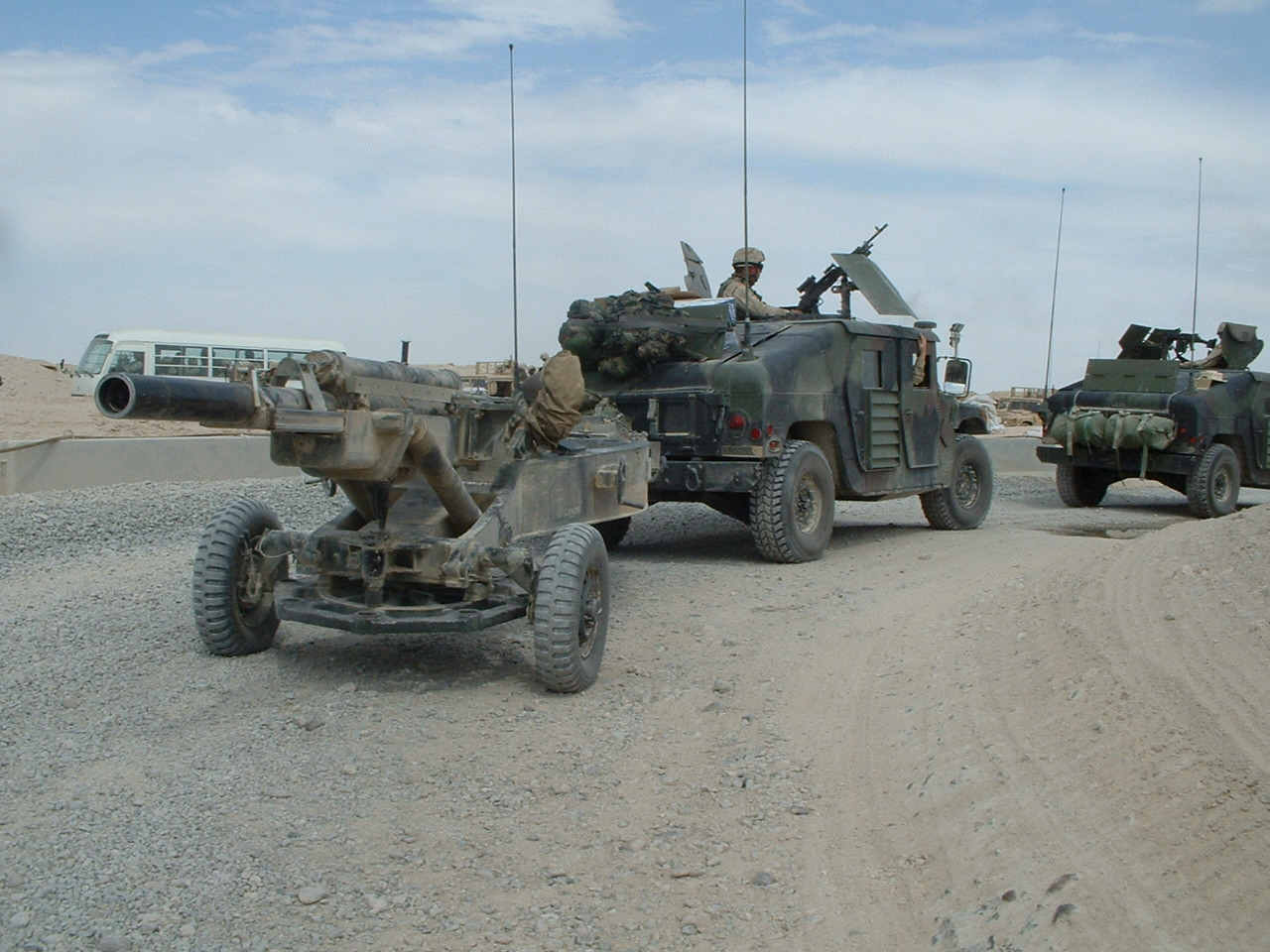
L'obús M102 pertanyent a la Bateria A, 1-206th FA, és remolcat cap al nord des de Camp New York, Kuwait, per un M1114 Up-Armored HMMWV

L'obús M102 de 105 mm és una arma lleugera remolcada, que té una silueta molt baixa quan està en posició de tret. Dispara un projectil de 15,0 kg de munició semifixa i amb càrrega 7 arriba als 11.500 metres. Té una velocitat de sortida de 494 m/s. La cadència de foc màxima és de 10 trets per minut durant els primers 3 minuts, amb una cadència sostinguda de 3 trets per minut.
Una roda de corró unida al conjunt de la pista de l'M102 permet que l'arma giri 360 graus al voltant d'una plataforma de tret, que proporciona el pivot per a l'arma. Es pot elevar des de -5 graus fins a un màxim de 75 graus. El telescopi panoràmic té un sistema òptic de quatre potències i enfocament fix, amb un camp de visió de 178 milers. Conté gas nitrogen sec per retardar l'entelament i la condensació. L'escut de paral·laxi que s'utilitza durant l'albirament protegeix l'objectiu.
Les traces estan fetes d'aliatge d'alumini. Són una única trajectòria de caixa en forma d'espoleta, i serveixen per a tres propòsits: mobilitat; estabilitat; i estiba de l'equip de la secció. El vidre és el pivot de remolc que permet connectar l'arma al vehicle. Quan es remolca, el vehicle té un pivot de remolc fix o requisat; es retira la placa de bloqueig situada sota el vidre. La pivot de remolc té dues posicions: baixada per viatjar i pujada per disparar. Hi ha dos suports d'elevació per connectar les eslingues quan l'obús és aixecat per l'helicòpter. Un tercer suport es troba al jou davanter. Els membres de la tripulació utilitzen les nanses del carro per aixecar i desplaçar l'obús durant la càrrega, descàrrega i emplaçament de l'obús.
La plataforma de tir es fixa al carro inferior de l'obús mitjançant un casquet i una nansa de bloqueig. Els vuit forats són per a les estaques necessàries per fixar l'obús a la seva posició. Les estaques de la plataforma se subministren en tres mides. Hi ha quatre estaques 38,1 cm que s'emeten per a ús en terrenys gelats o rocosos, i que normalment s'emeten només quan es necessiten, com en zones extremadament fredes. Hi ha vuit estaques 61,0 cm emeses i s'utilitzen per a terrenys durs. S'emeten quatre estaques 1 m per al seu ús en terrenys tous.
Les primeres versions de producció es van mostrar amb un fre de boca, molt probablement per permetre disparar cartutxos de 105 mm de llarg abast, però es va deixar de fabricar abans del seu enviament al Vietnam.

## Galeria

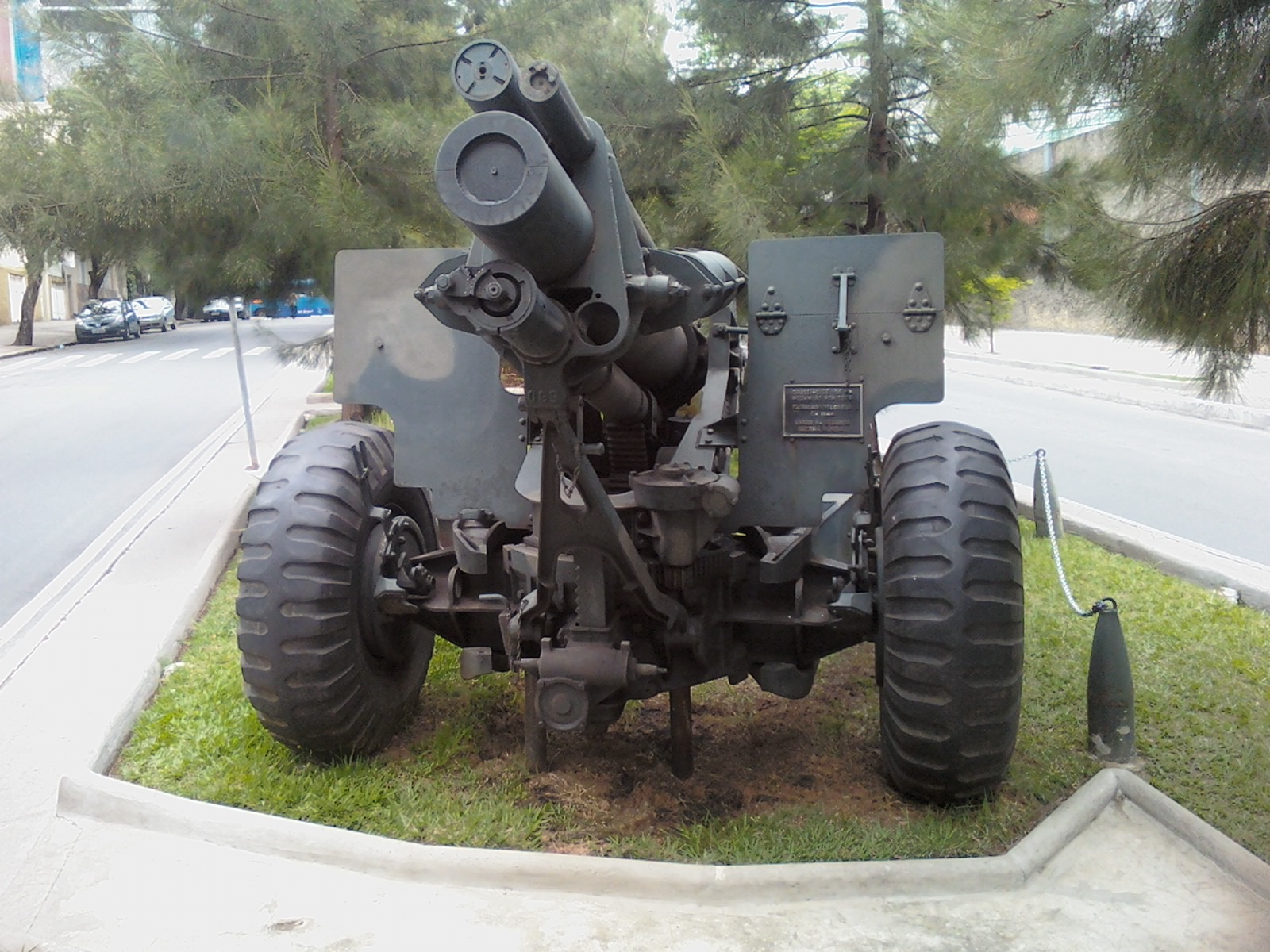
Belo Horizonte, Minas Gerais, Brasil
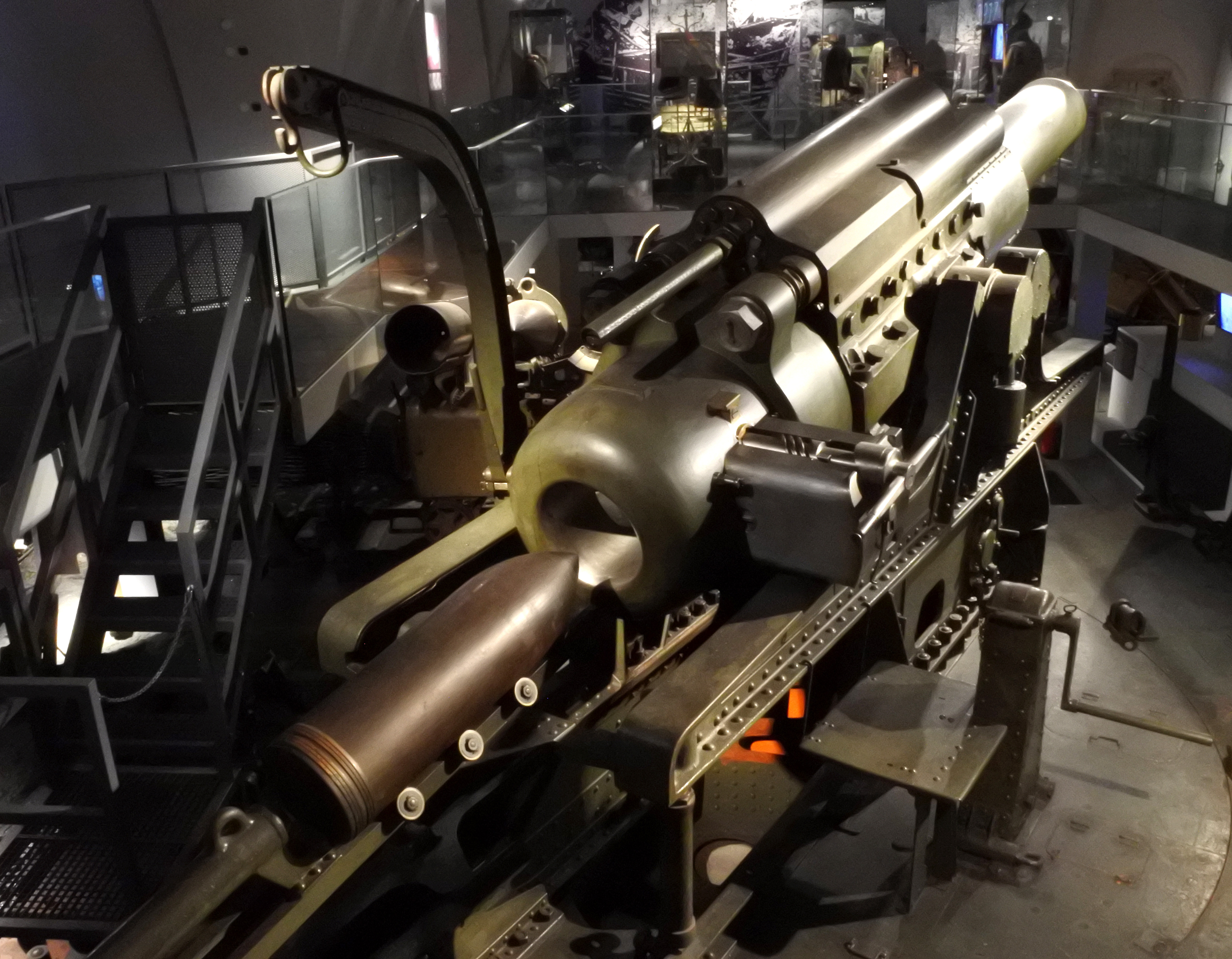
Obús de setge de 38 cm, Àustria-Hongria 1916, al Heeresgeschichtliches Museum, Viena
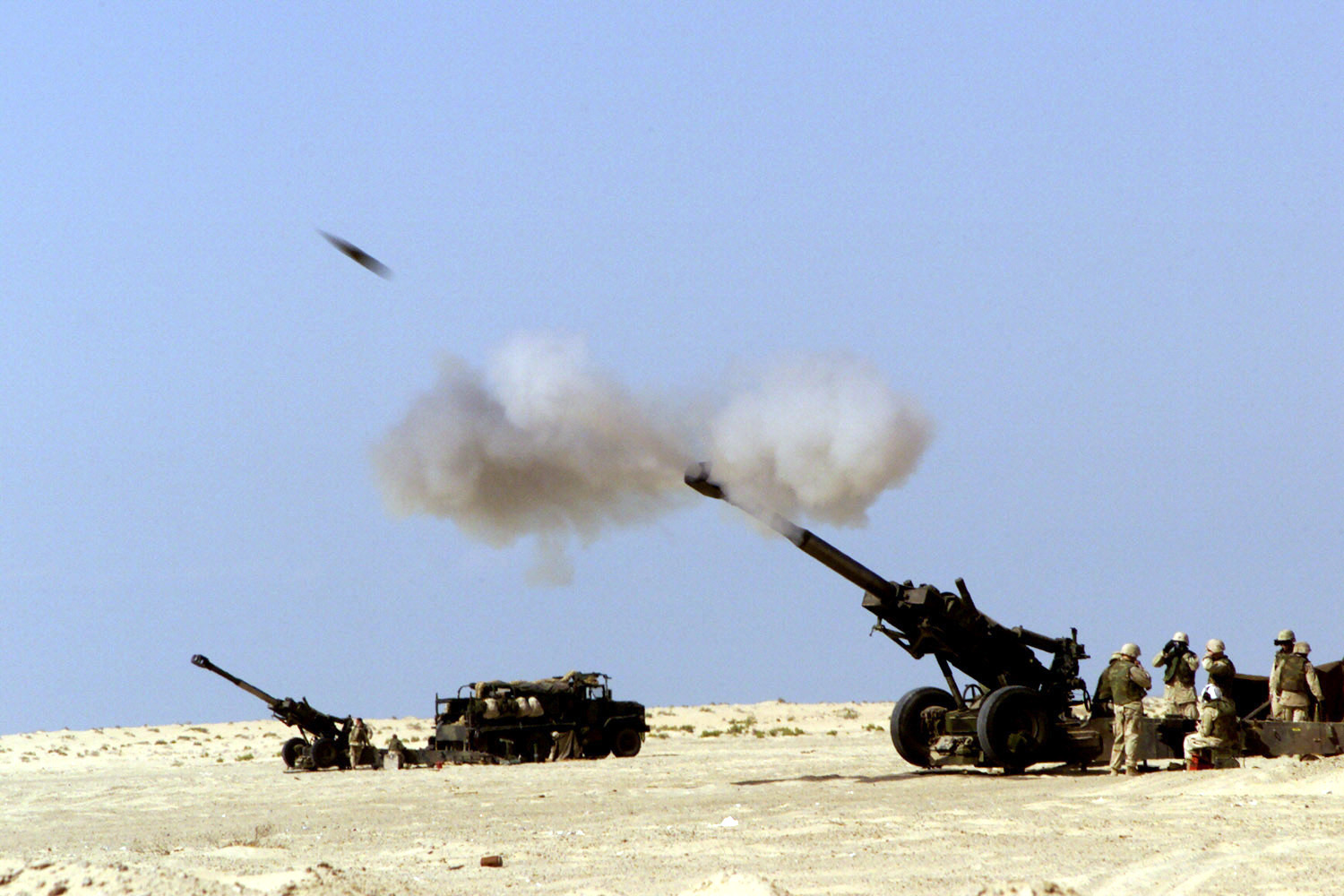
M198 dels EUA
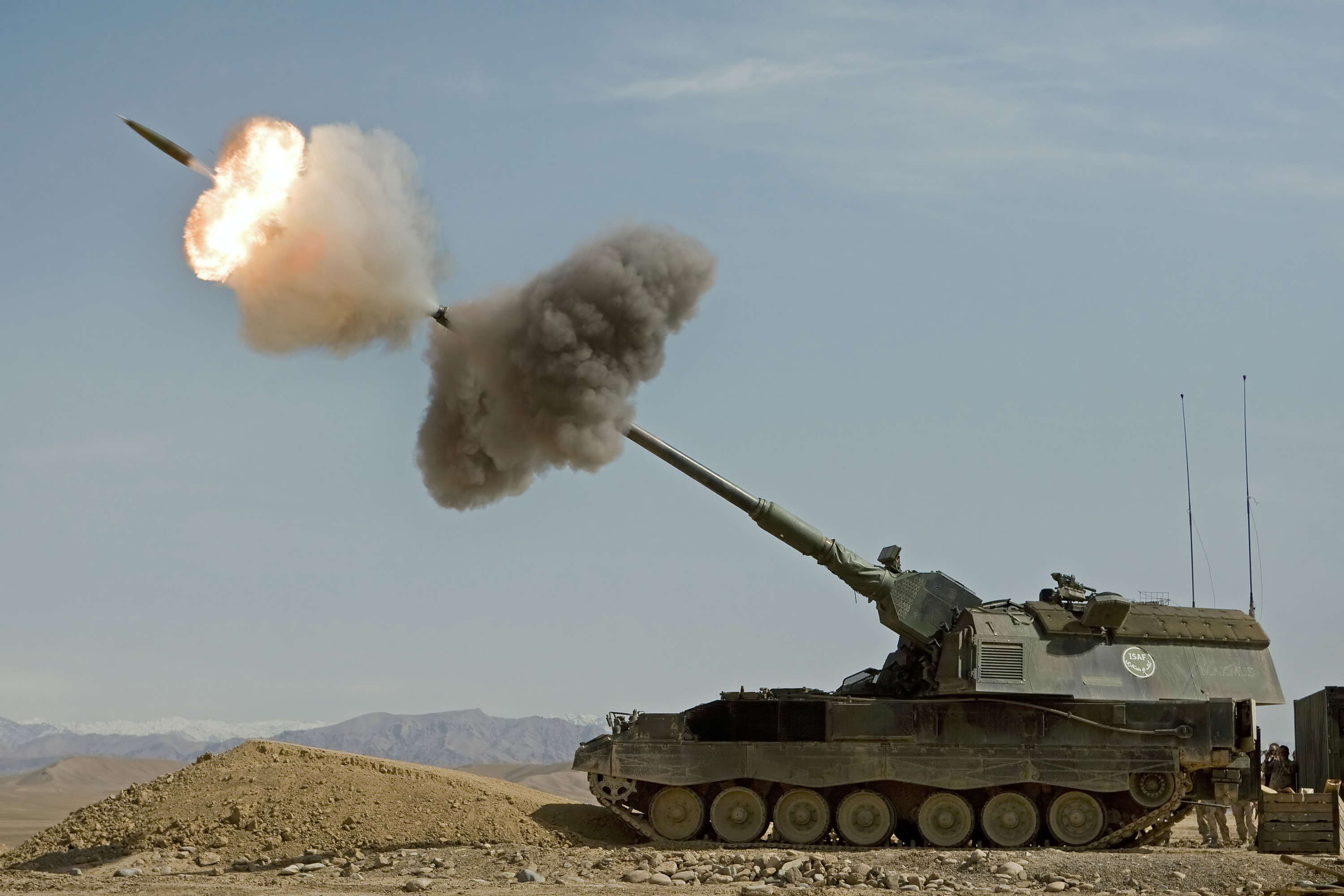
Panzerhaubitze 2000 holandès en acció.
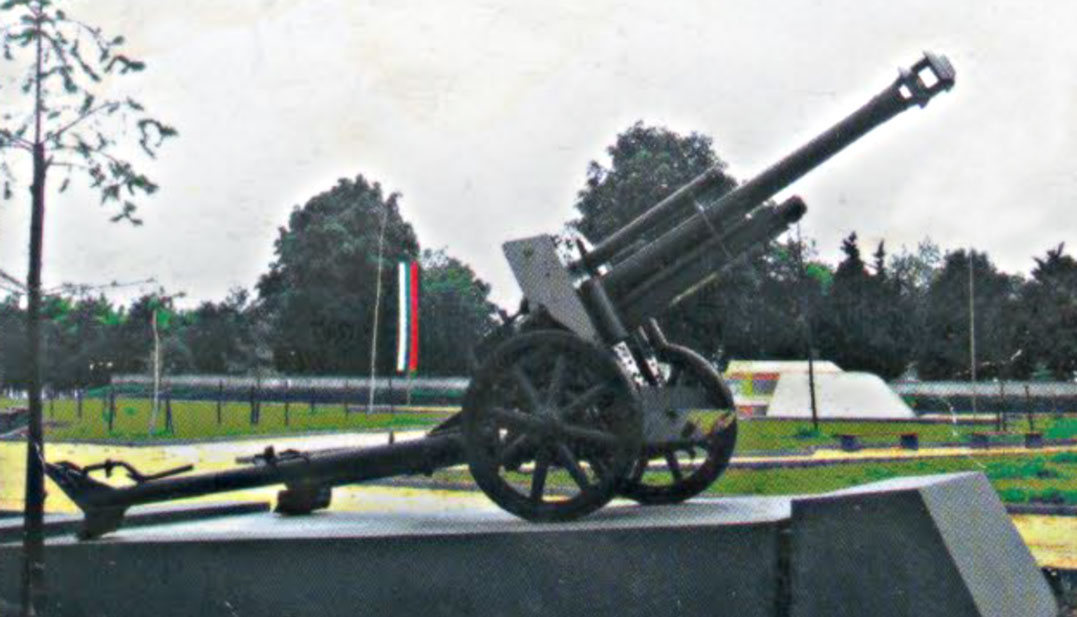
Obús alemany 10,5 cm leFH 18/40, monument a la batalla de Tútrakan
- Demostració de tir d'un obús de 25 lliures britànic
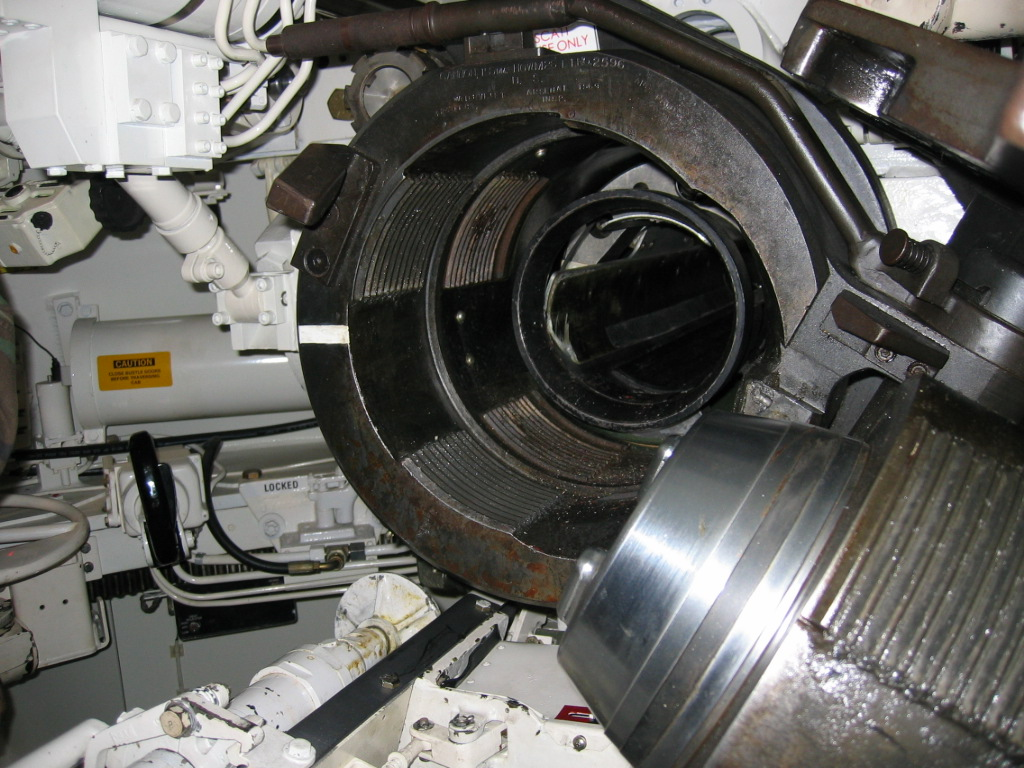
Recàmera d'un obús autopropulsat M109 dels EUA